# 동래 고지도
동래 고지도(東萊 古地圖)는 부산광역시 서구 동아대학교 박물관에 있는 19세기 동래성을 중심으로 동으로 청사포, 서로 낙동강, 남으로 몰운대, 북으로 두구·반송동을 경계로 한 옛 동래군을 한지에 수묵담채로 그린 조감도형식의 채색 회화식 지도이다. 2004년 10월 4일 부산광역시의 유형문화재 제59호로 지정되었다.

## 개요
이 지도는 19세기 동래성을 중심으로 동으로 청사포, 서로 낙동강, 남으로 몰운대, 북으로 두구·반송동을 경계로 한 옛 동래군을 한지에 수묵담채로 그린 조감도형식의 채색 회화식 지도이다. 
부산을 중심으로 한 지도로는 조선전기 신숙주의 『해동제국기』에 보이는「부산포도(富山浦圖)」가 있을 뿐이고, 조선중기까지는 별다른 지도가 없으며, 조선후기에서 말기로 접어들수록 정밀한 지도의 제작이 많아졌다. 현재 부산 중심의 지도로는 대략 150여점 확인되고 있다. 
조선후기에 집중적으로 만들어진 지방 단위의 정밀 지도는 지방통치 목적으로 홍문관에서 만든 홍문관계열지도, 군사적 목적에서 비변사에서 만든 비변사계열지도, 왕실에서 재원 파악을 목적으로 만든 규장각계열지도, 지방에서 읍지 발간과 지방사정 파악으로 만든 지방군현계열지도가 있다. 이 지도는 지방군현계열지도로서 국립중앙도서관소장의『동래부산고지도』와 1872년경 제작된 규장각 소장의 『동래군현지도』와 같은 형식이나 산맥의 줄기를 강조되어 있으며, 도로와 주요 하천이 조감도처럼 비교적 상세하게 그려져 가장 정밀한 형식을 취하고 있다. 
내용면에서는 동래부 관내의 모든 관아시설을 망라하고 있으며 이밖에 사찰 ,경승지, 정자 등이 자세히 묘사되어 있다. 행정단위로는 중심지인 읍내면을 비롯하여 북면, 서상면, 동상면, 동하면, 사상면, 사하면, 남촌면, 부산면, 동평면 등이 표시되어 있다.
1868년(고종 5)에 동평면은 동평면과 부산면으로, 사천면은 사상면과 사하면으로 분리된 사실로 보아 이 지도는 적어도 1868년 이후에 제작된 것이다. 또한 감천리가 기재된 것으로 볼 때 향토지지 가운데 1899년의 편찬된『동래부읍지』에서만 이 지명이 처음으로 나타나는 것으로 보아 이 지도 제작의 시기는 대체로 이와 비슷할 것으로 추정된다..
이 지도는 전반적으로 산과 하천, 성곽과 관아, 방파제와 선박 등이 매우 세밀하게 묘사되어 있어 당시의 부산 지역을 쉽게 이해할 수 있도록 만든 전형적인 회화식 지도이다. 조감도의 시점을 이용하여 지역 전체를 조망할 수 있도록 하였으며, 상단부의 육지와 하단부의 바다를 대각선으로 구획한 화면구성은 바다를 끼고 있는 부산의 특성을 잘 살리고 있다. 이러한 형태는 조선후기부터 말기까지의 정선일파의 진경산수화의 전통과 연결된다고 볼 수 있다.

## 참고 문헌
- 동래 고지도 - 국가유산청 국가유산포털